# Banzaê
Banzaê là một đô thị thuộc bang Bahia, Brasil. Đô thị này có diện tích 212,32 km², dân số năm 2007 là 10961 người, mật độ 51,63 người/km².